# Daguerrotipo

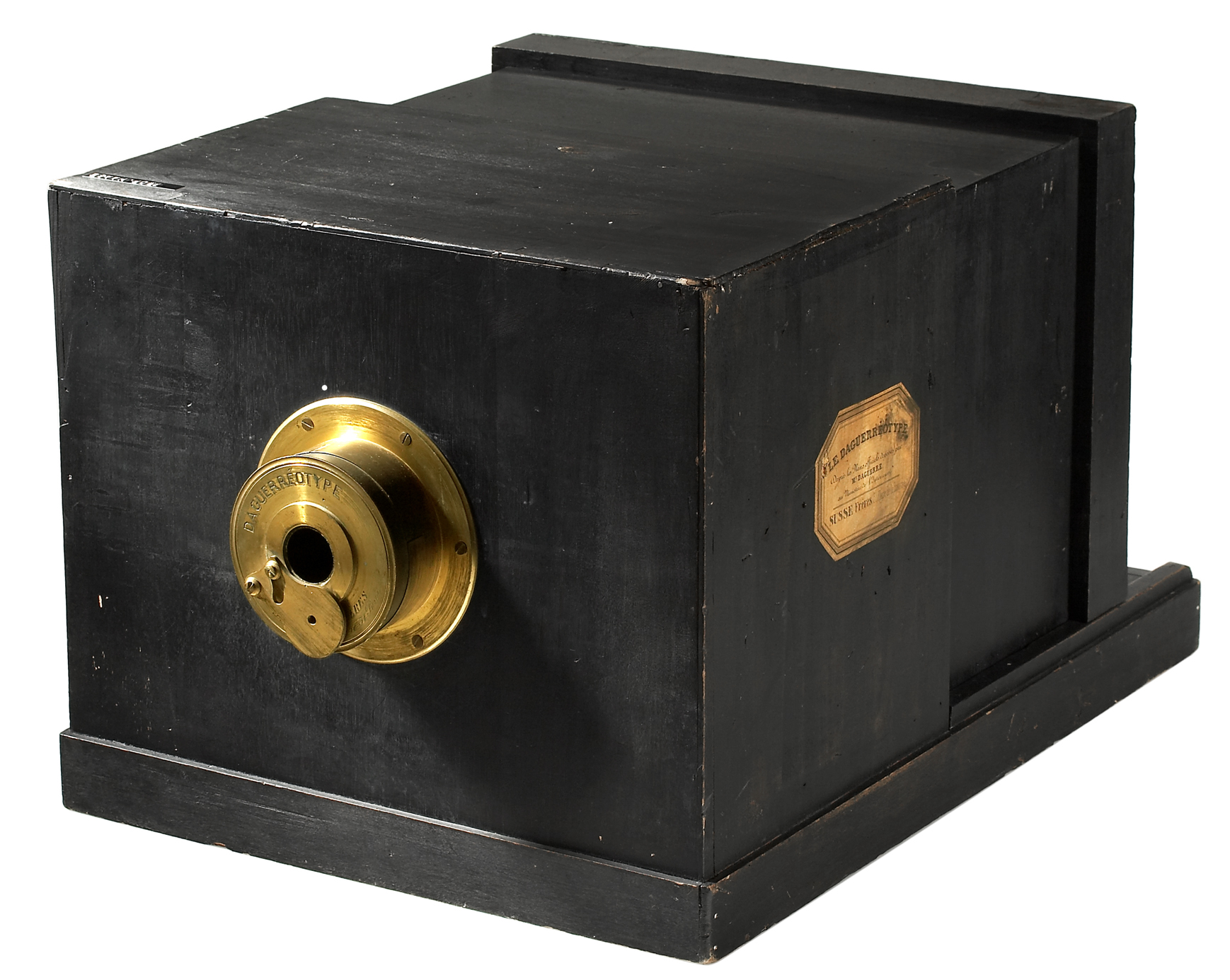
Cámara para obtener vistas al daguerrotipo. Susse Frères, 1839.

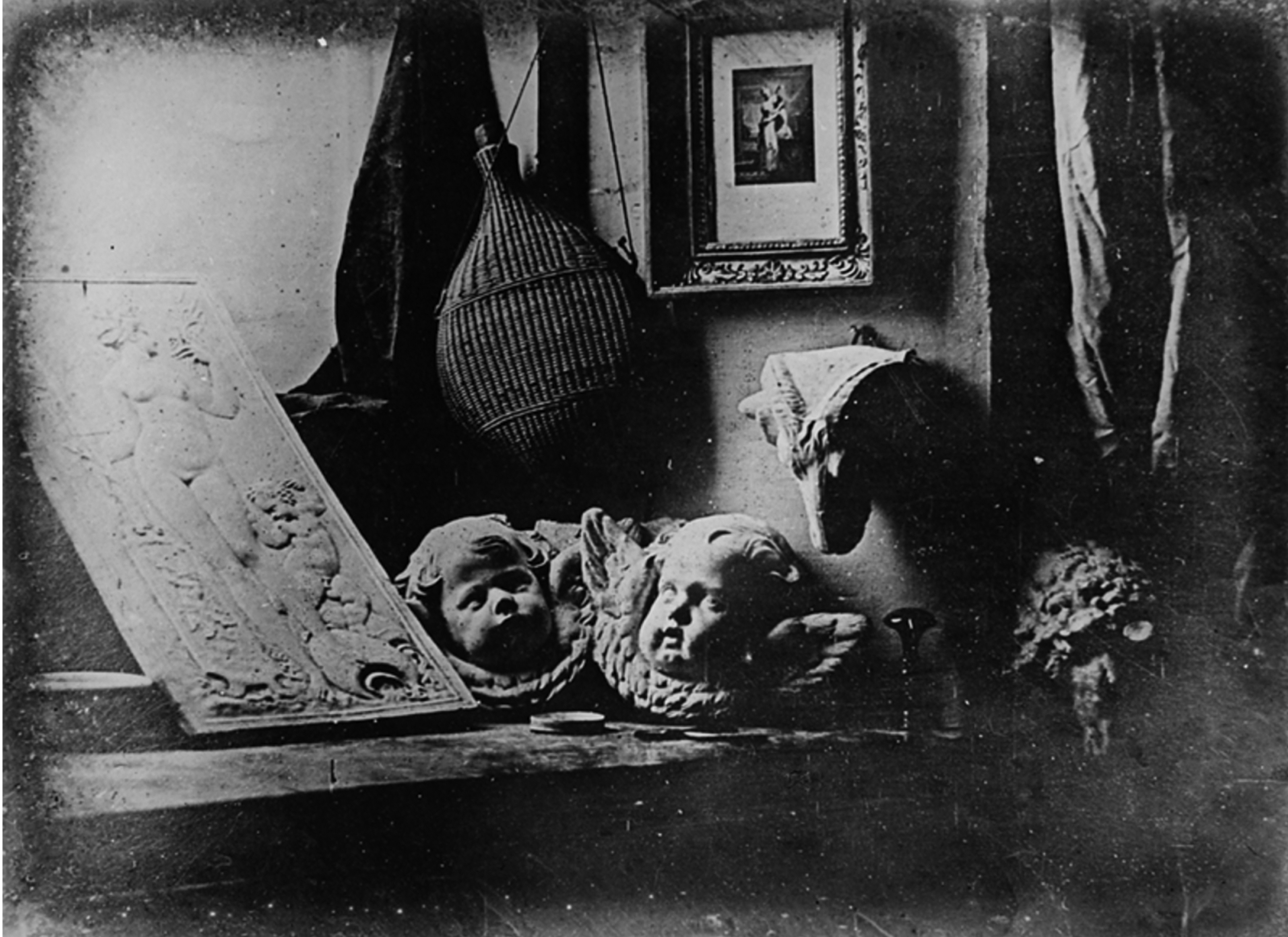
L’Atelier de l'artiste (El taller del artista), Louis Daguerre, 1837.

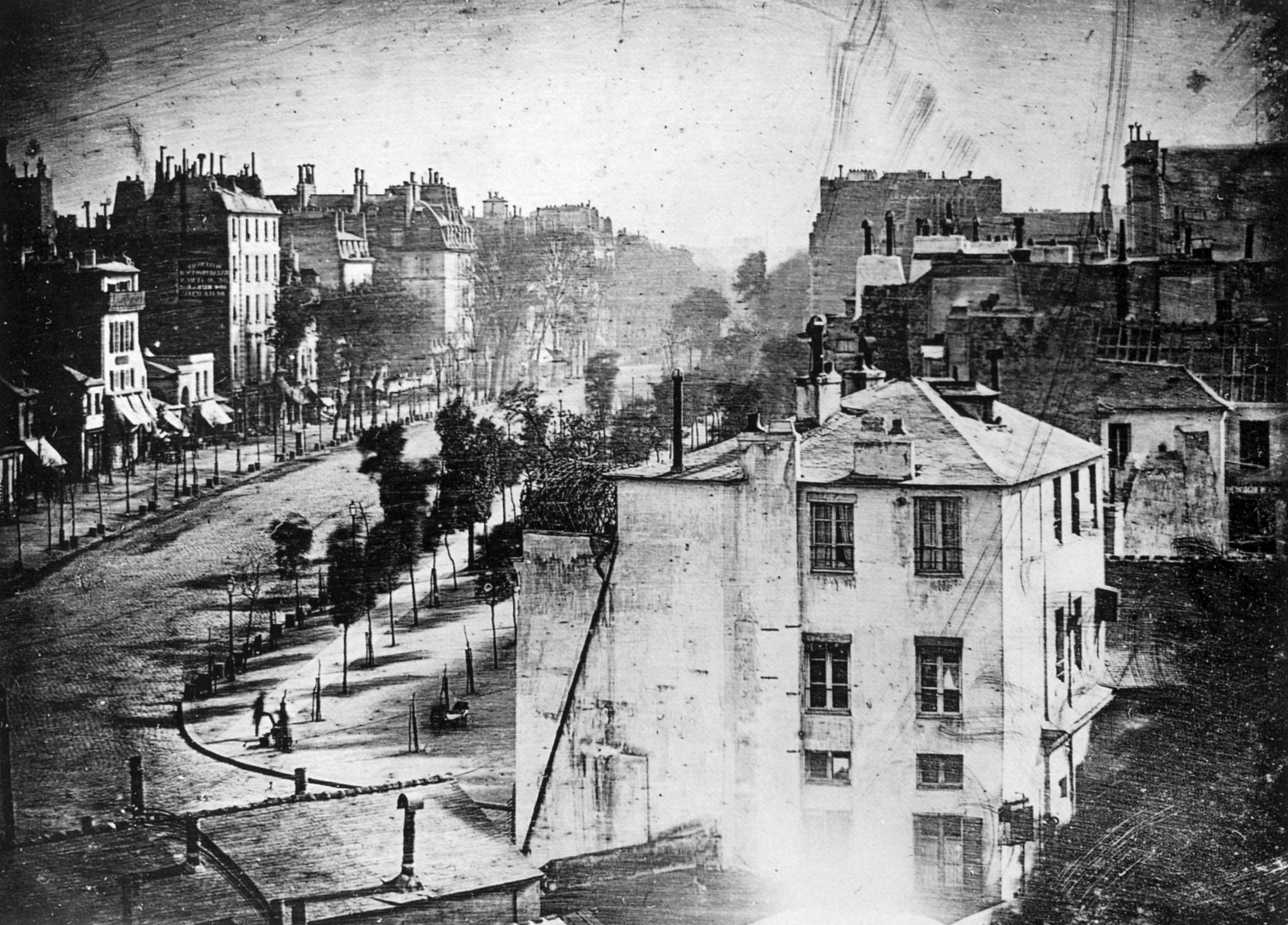
París, Boulevard du Temple, en abril o mayo de 1838, por Daguerre.

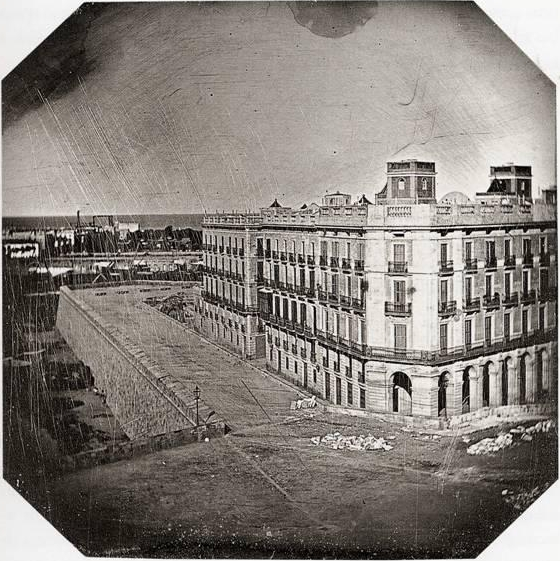
Barcelona, 1848. Vista con la Muralla del Mar y la Casa Vidal Quadras, invertida lateralmente.

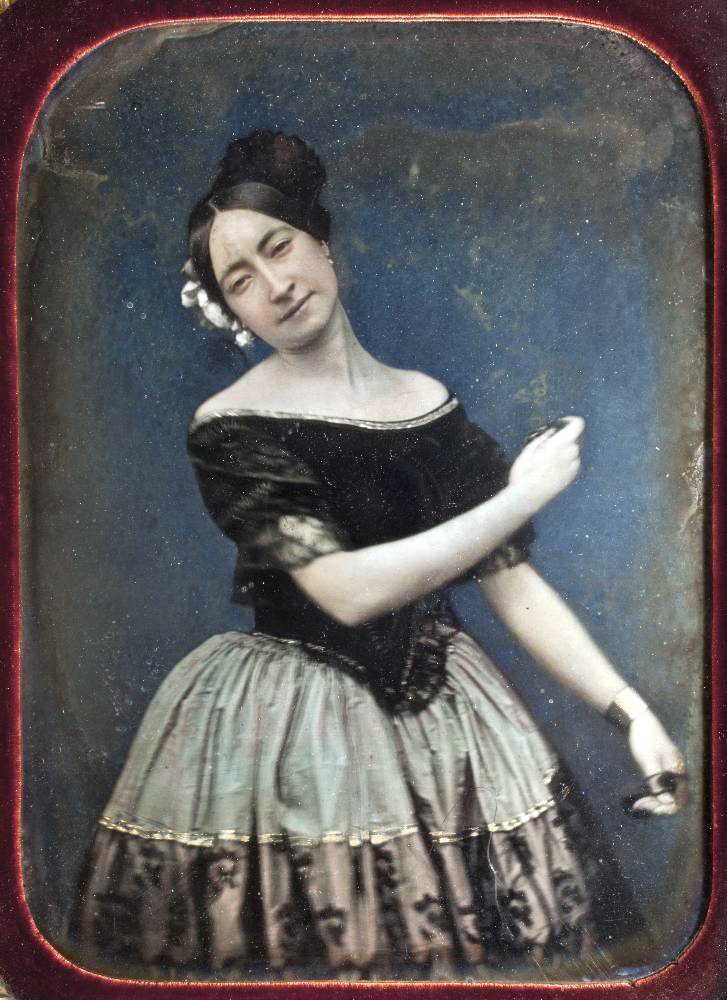
Retrato al daguerrotipo de una bailarina de la escuela bolera, hacia el año 1850. Fototeca del IPCE.

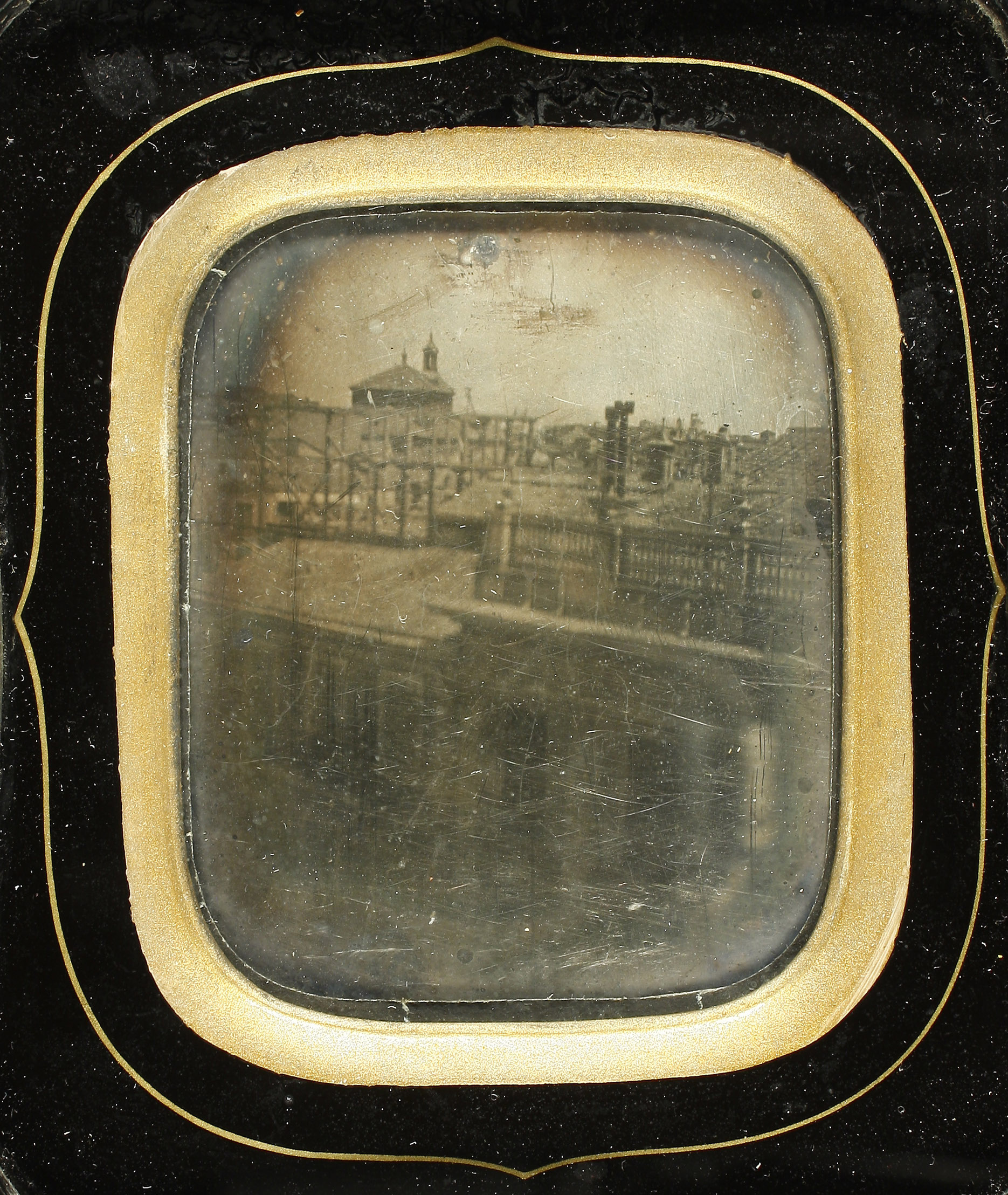
Vista de Madrid, hacia el año 1854. Imagen original invertida lateralmente.

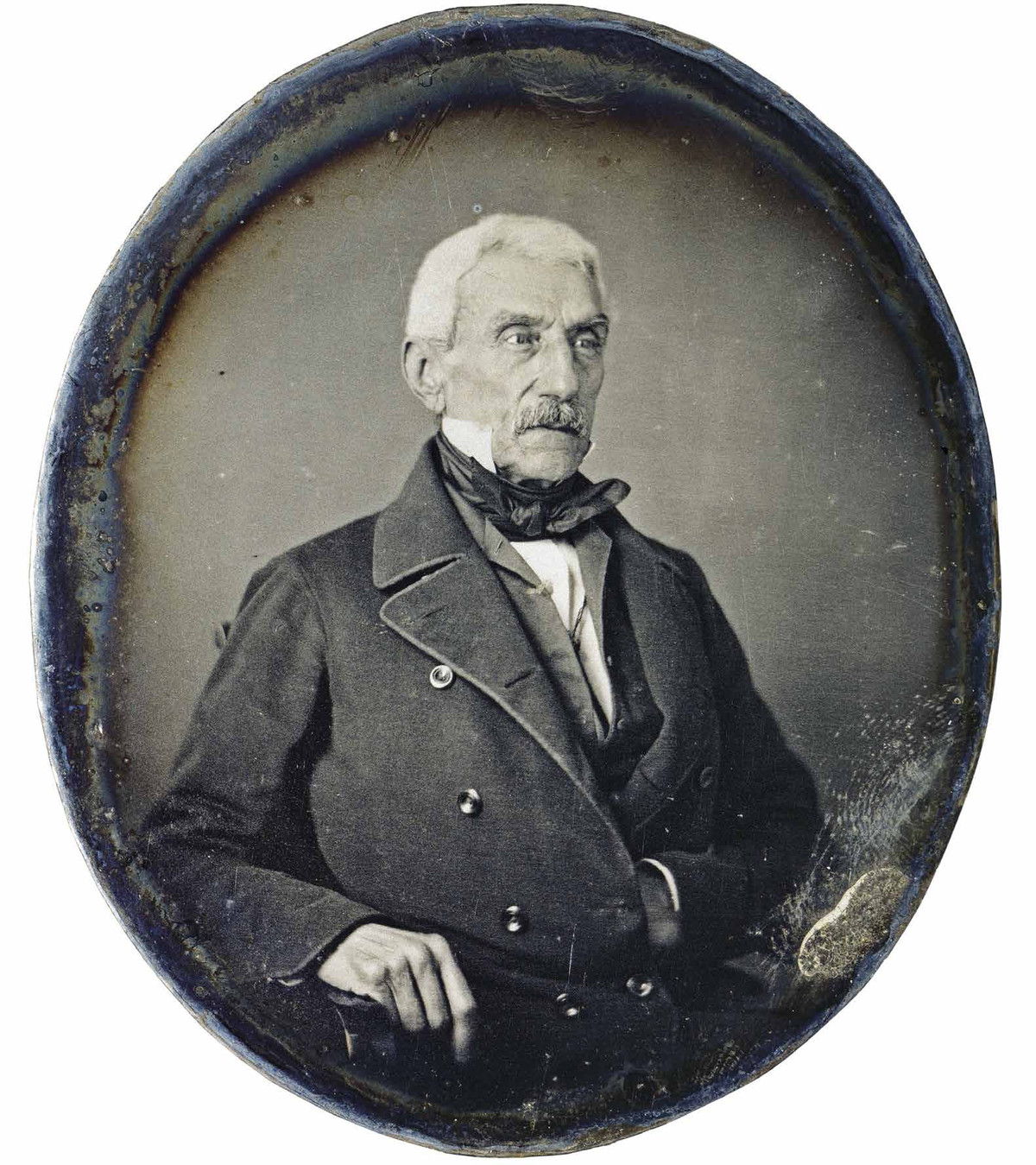
José de San Martín, 1848. Museo Histórico Nacional de Argentina.

El daguerrotipo fue el primer procedimiento fotográfico anunciado y difundido oficialmente en el año 1839. Fue desarrollado y perfeccionado por Louis Daguerre, a partir de las experiencias previas inéditas de Niépce (antes de 1826), y dado a conocer en París, en la Academia de Ciencias de Francia. Tanto el aparato utilizado para obtener imágenes por daguerrotipia como cada fotografía obtenida se conocen con el nombre de daguerrotipo, o daguerreotipo.

## Características
El daguerrotipo se distingue de otros procedimientos porque la imagen se forma sobre una superficie de plata pulida como un espejo. Para economizar, normalmente las placas eran de cobre plateado, pues solo era necesario disponer de una cara plateada. 
La imagen revelada estaba formada por partículas microscópicas de aleación de mercurio y plata, ya que el revelado con vapores de mercurio produce amalgamas en la cara plateada de la placa. Previamente esa misma placa era expuesta a vapores de yodo para que fuera fotosensible.

### Inconvenientes
- Al principio los tiempos de exposición eran muy largos. Por ejemplo, diez minutos con luz brillante; por ello en 1839 solo se tomaban vistas exteriores. Pero esos tiempos se redujeron progresivamente mediante el uso de lentes Petzval y de «aceleradores químicos»,[a] con vapores de bromo y cloro. A partir de 1841 los retratos pudieron realizarse en menos de un minuto.
- Son piezas únicas. No permiten tirar copias al no existir un negativo apropiado. En realidad, un daguerrotipo es a la vez negativo y positivo, pudiendo verse de una u otra forma según los ángulos de observación y de incidencia de la luz que recibe. Pero un daguerrotipo se puede reproducir, como cualquier otro objeto, fotografiándolo de nuevo.
- Los vapores de mercurio del revelado son muy perjudiciales para la salud.
- Las imágenes resultantes son frágiles. No se deben tocar fuera de su estuche o caja de protección, porque se dañan irreversiblemente. Se deben conservar sin abrir los estuches.
- Generalmente, la imagen original está invertida lateralmente, como en un espejo. En el caso de las vistas, es muy importante tener en cuenta que una imagen invertida puede producir errores en la identificación del lugar exacto de la toma. Véase la imagen adjunta de Barcelona en 1848, con una vista de la Muralla del Mar y una aparente Casa Xifré, que en realidad es la vecina Casa Vidal Quadras (esquina passeig d'Isabel II y pas de Sota Muralla), desde el paseo de Colón. Ambas casas tienen fachadas similares, con soportales, en el paseo de Isabel II.

## Historia
Entre los años 1836 y 1838 Daguerre realizó numerosos ensayos previos a la divulgación. Por ejemplo, en abril o mayo de 1838, obtuvo la conocida vista titulada Boulevard du Temple, con una exposición de cerca de diez minutos. Esta imagen está considerada la primera fotografía en la que aparecen siluetas de personas: un limpiabotas y su cliente, en el ángulo inferior izquierdo, ampliando la vista. Anteriormente Daguerre había tomado otras vistas de París y realizado bodegones. 
En julio de 1839 el gobierno francés compró este procedimiento para que todo el mundo pudiera usarlo libremente y sin patentes. Muchos periódicos publicaron la noticia y el método a seguir en todos los continentes. Se realizaron demostraciones públicas en varios países; entre ellas se pueden señalar las realizadas ese mismo año en Portugal, España, Brasil y Estados Unidos. En 1840 en México y Uruguay y en 1841 en Colombia por Jean Baptiste Louis Gros. Entre las primeras cámaras comerciales fabricadas, siguiendo las recomendaciones de Daguerre, estaban la fabricada por su cuñado Alphonse Giroux y la construida por los hermanos Susse.
Los daguerrotipos fueron coetáneos con otros procedimientos fotográficos, como el calotipo del británico Fox Talbot que se difundió menos por tener una patente. Sin embargo, a partir de 1855 se impuso el procedimiento del negativo de vidrio al colodión húmedo y la  copia en papel a la albúmina, que al ser más baratos fueron sustituyendo a los daguerrotipos.

## En España
En España se realizaron daguerrotipos entre 1839 y 1860 como máximo, mientras que en otros países como Estados Unidos se estuvo empleando durante un mayor período de tiempo.
El 10 de noviembre de 1839 tuvo lugar en Barcelona la que se ha considerado primera demostración pública de daguerrotipia en la península ibérica y pocos días después se realizó otra demostración en Madrid. Sin embargo, existen pruebas de que en octubre de 1839 ya se obtuvieron vistas en Lisboa, Funchal y Santa Cruz de Tenerife. Ese primer daguerrotipista era el abate francés Louis Compte (o Comte), que viajaba a bordo de la fragata mercante Oriental, dando la vuelta al mundo; aunque el barco se hundió al salir de Valparaíso. Las demostraciones de Compte en Río de Janeiro y Montevideo en 1840 son una referencia en la historia del daguerrotipo en América del Sur.
En España se conservan muy pocas vistas de exteriores al daguerrotipo. Se conocen dos vistas de Mahón; ocho vistas de las obras de la carretera de Madrid a Valencia, con presos trabajando encadenados; una vista de Barcelona; una vista de Cádiz; una vista de la catedral de Málaga; dos vistas del Patio de los Leones de La Alhambra de Granada; una vista tomada desde La Giralda y otras tres vistas de Sevilla; una vista del Monasterio de El Escorial, otras dos de Madrid, y una vista de Toledo. En cambio, los retratos al daguerrotipo son más numerosos.
Entre los retratos al daguerrotipo españoles hay que destacar el de una bailarina de la escuela bolera, con castañuelas, simulando un movimiento de danza. Parece tratarse de la bailarina francesa Marie Guy-Stéphan, que actuó en el Teatro del Circo, en Madrid, entre los años 1843 y 1851. En España aprendió el baile bolero, y competía con las mejores bailarinas españolas. Este retrato fue realizado hacia el año 1850, por un fotógrafo desconocido, posiblemente en Madrid, en el formato de placa entera, del máximo tamaño estándar. La placa plateada mide cerca de 21 × 16 centímetros. Esta obra maestra se conserva en la Fototeca del IPCE (Instituto del Patrimonio Cultural de España).
Una pequeña y misteriosa vista de Madrid se subastó en 2011. No es la fotografía más antigua de Madrid, pues debe datarse hacia el año 1854, conservándose otras vistas anteriores al daguerrotipo y al calotipo (en papel a la sal). Se tomó desde lo alto de un edificio de la calle Espoz y Mina, en dirección a la iglesia del Carmen, durante los inicios de la reforma de la Puerta del Sol. Hay andamios en el solar donde se construyó la casa número 2 de la Puerta del Sol, terminada en 1856. Esta vista al daguerrotipo no es de alta calidad, pareciendo un ensayo o prueba realizada por un nuevo daguerrotipista. Precisamente, en 1854 estaba a la venta una cámara para realizar daguerrotipos, en esa misma calle Espoz y Mina. Este daguerrotipo fue adquirido por el Estado español, asignándolo al Museo Nacional del Romanticismo (Madrid). Su imagen está invertida lateralmente, como es habitual en los daguerrotipos.

## Galería

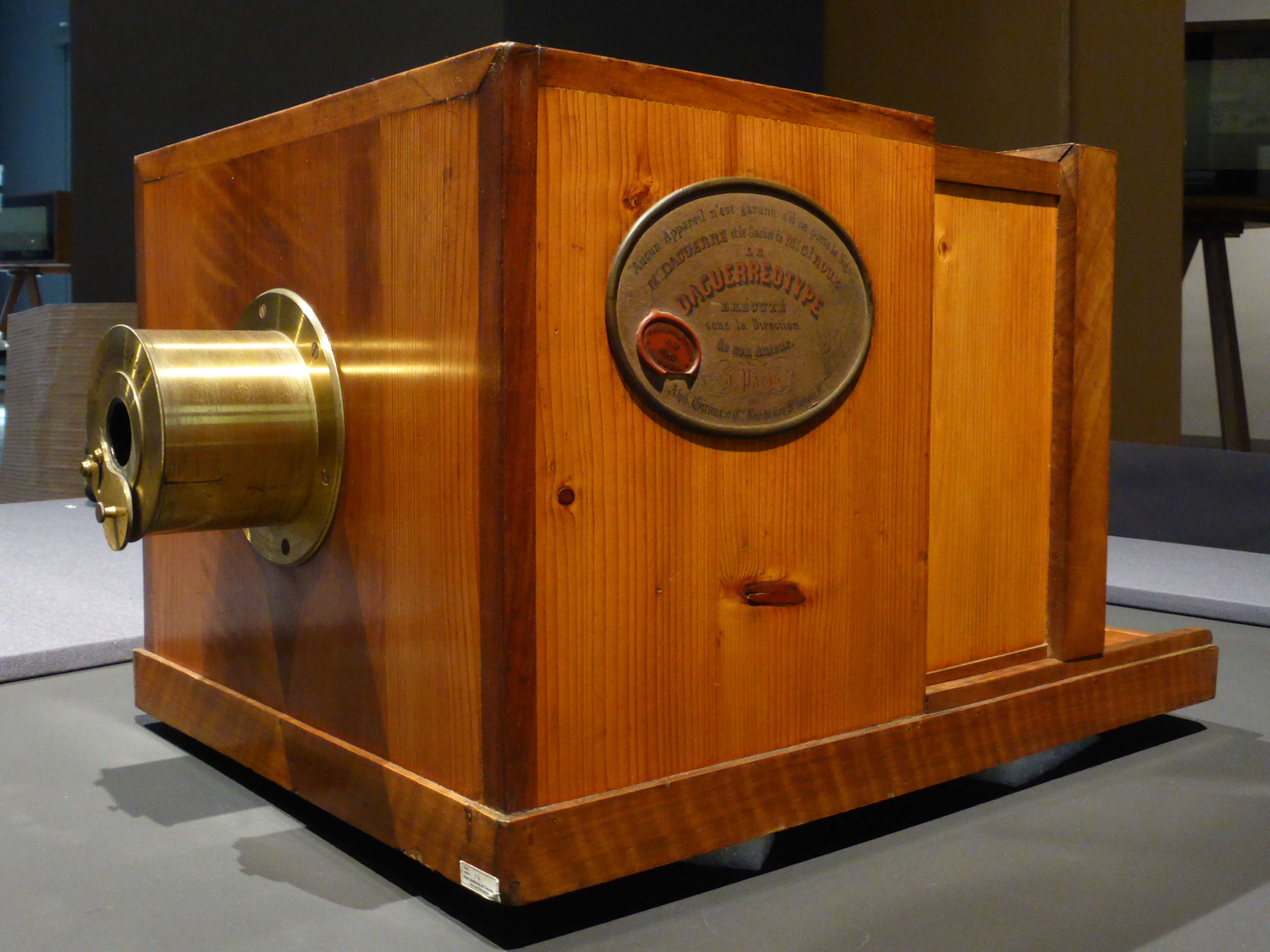
Cámara fotográfica original de 1839, construida por Alph. Giroux, en París. Se conserva en la Real Academia de Ciencias y Artes de Barcelona.
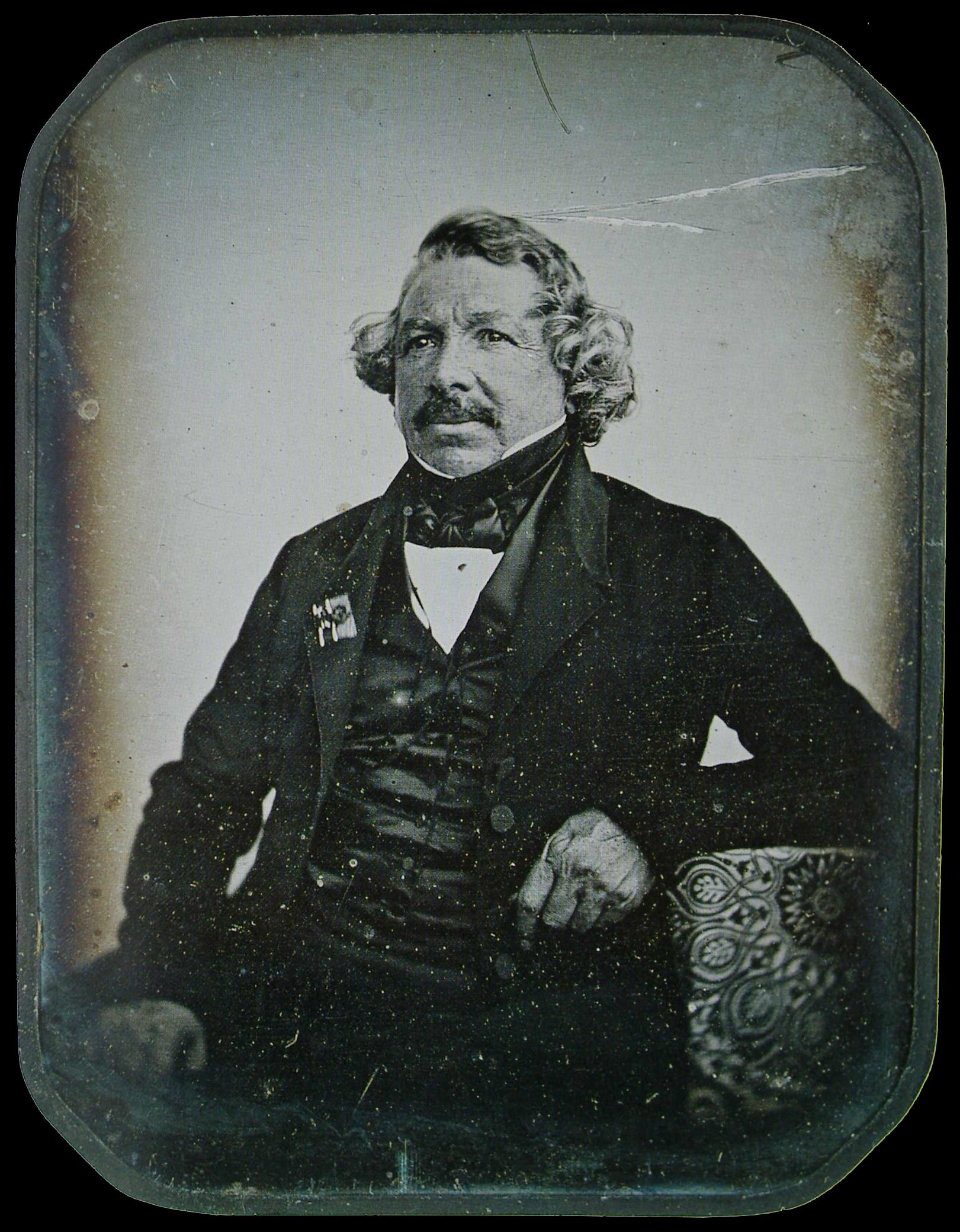
Daguerre retratado al daguerrotipo en 1844, por Sabatier-Blot.
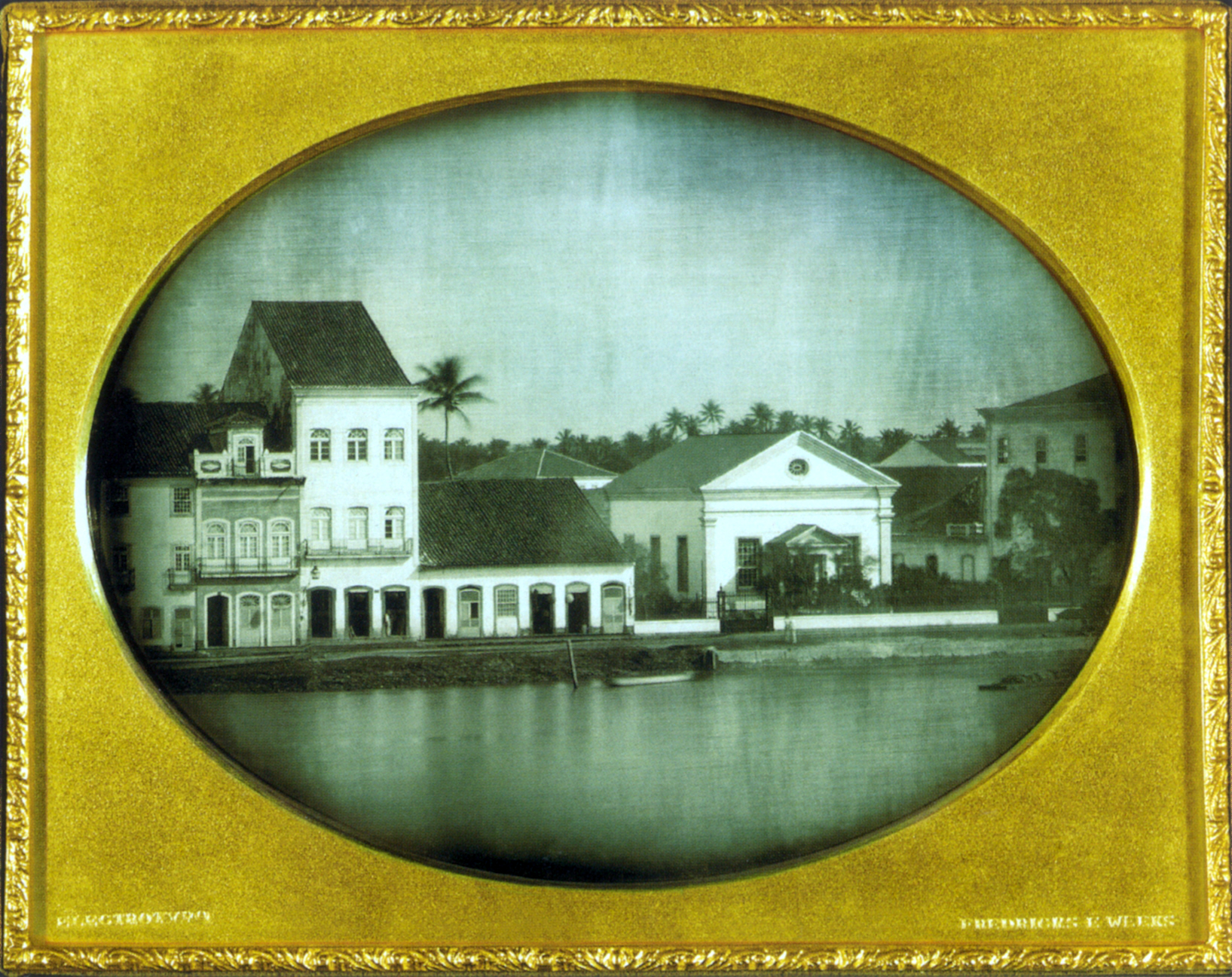
Recife (Brasil), 1851. Charles Fredricks.
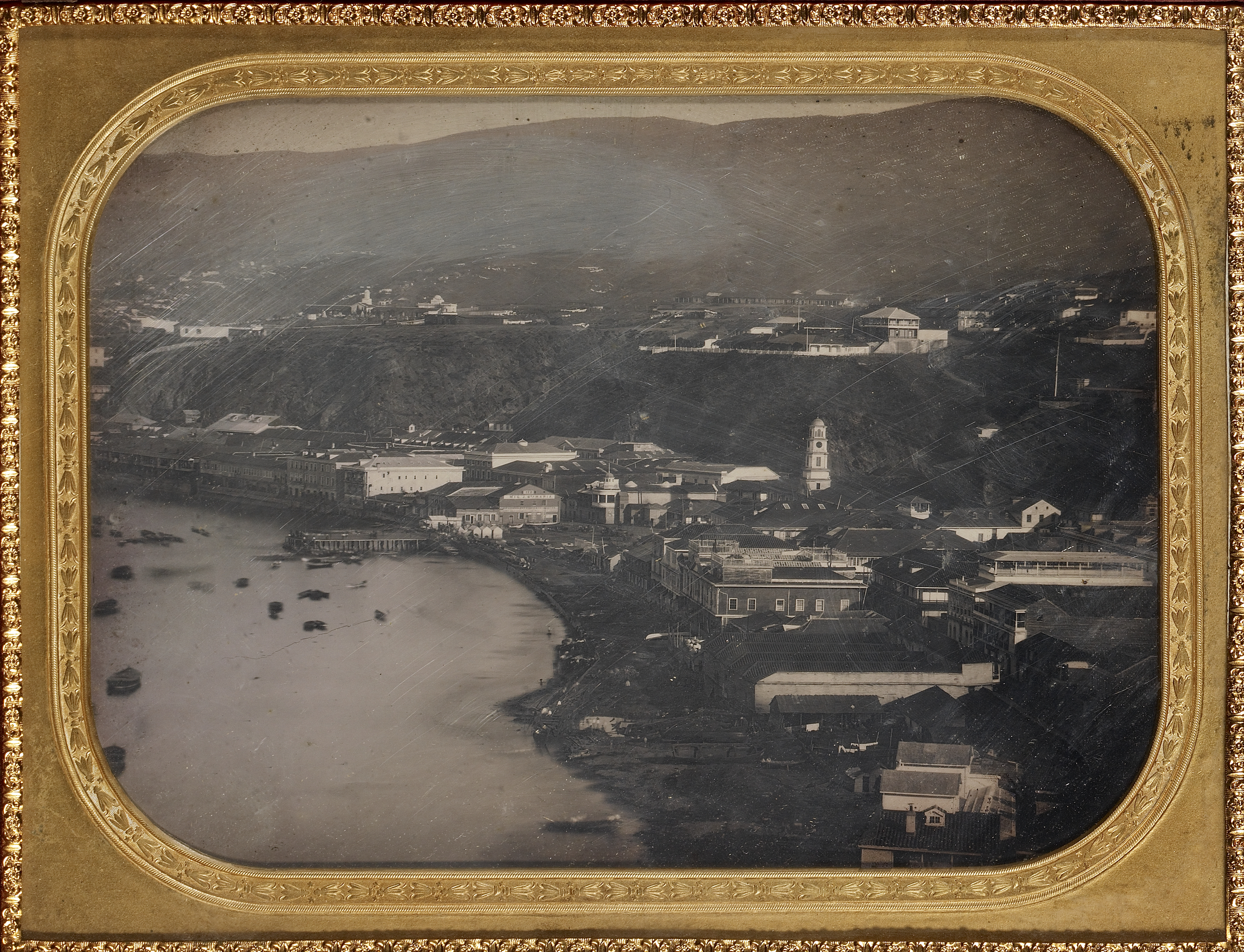
Valparaíso (Chile), 1852. Atribuido a Carleton E. Watkins.
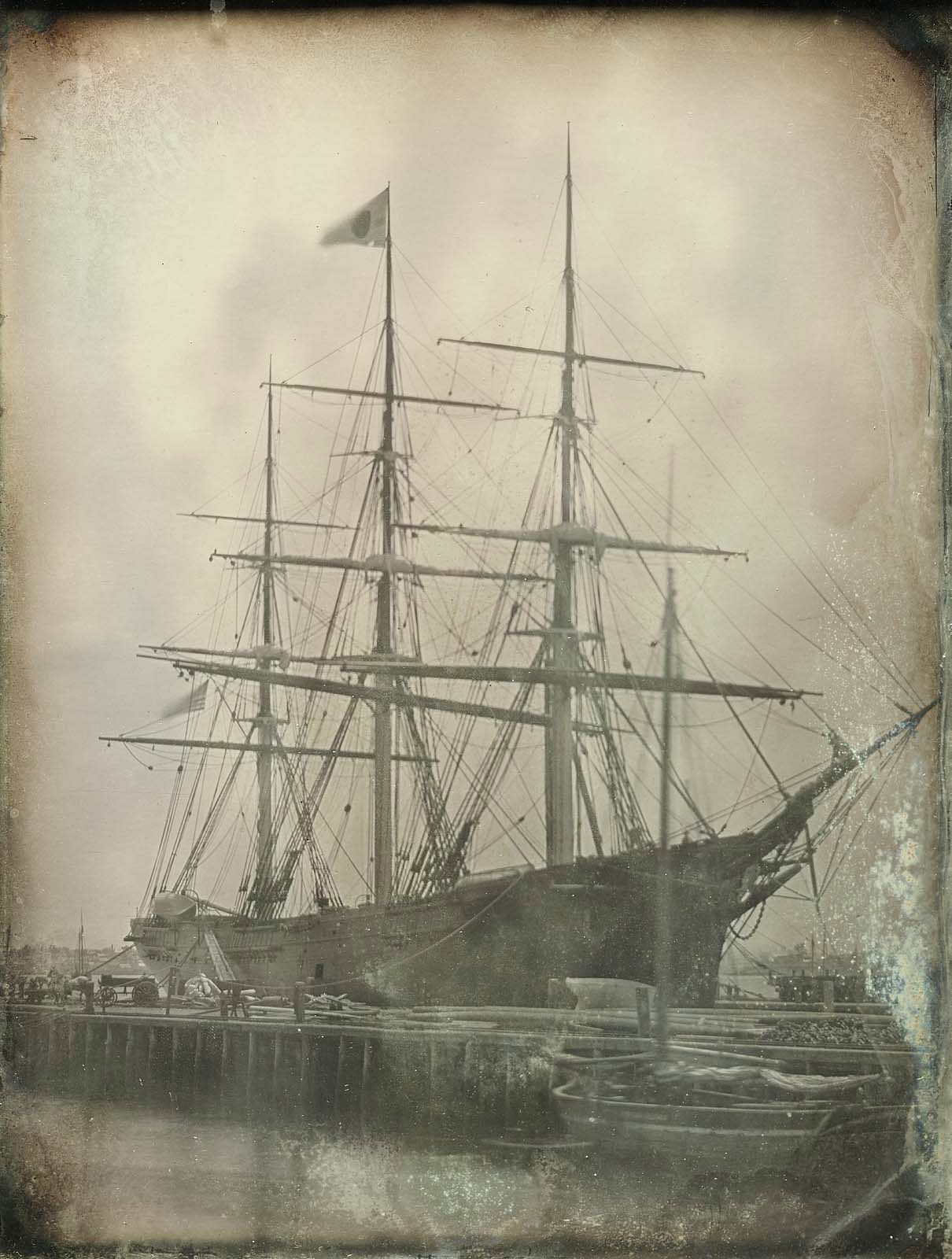
Clíper de tres mástiles, en Boston, h. 1854. Southworth & Hawes.
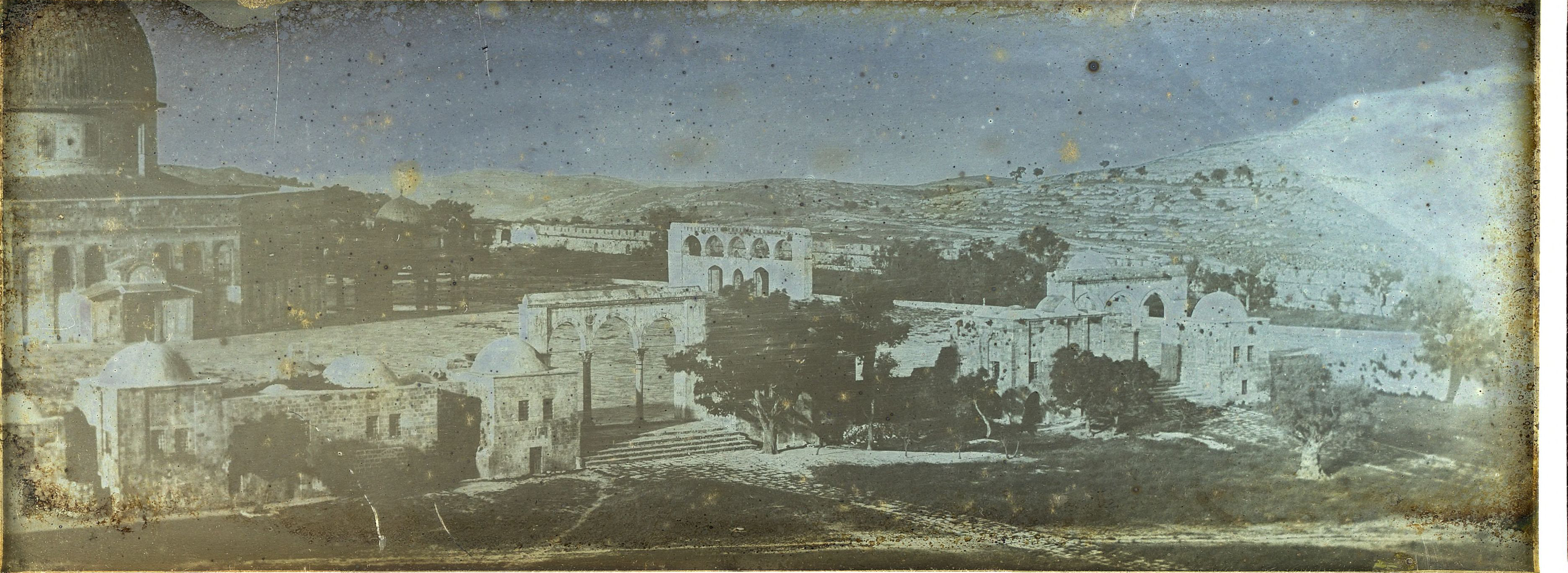
Jerusalén, Monte del Templo o Explanada de las Mezquitas, hacia 1842. Panorama de 8,8 x 23,5 cm. Girault de Prangey.
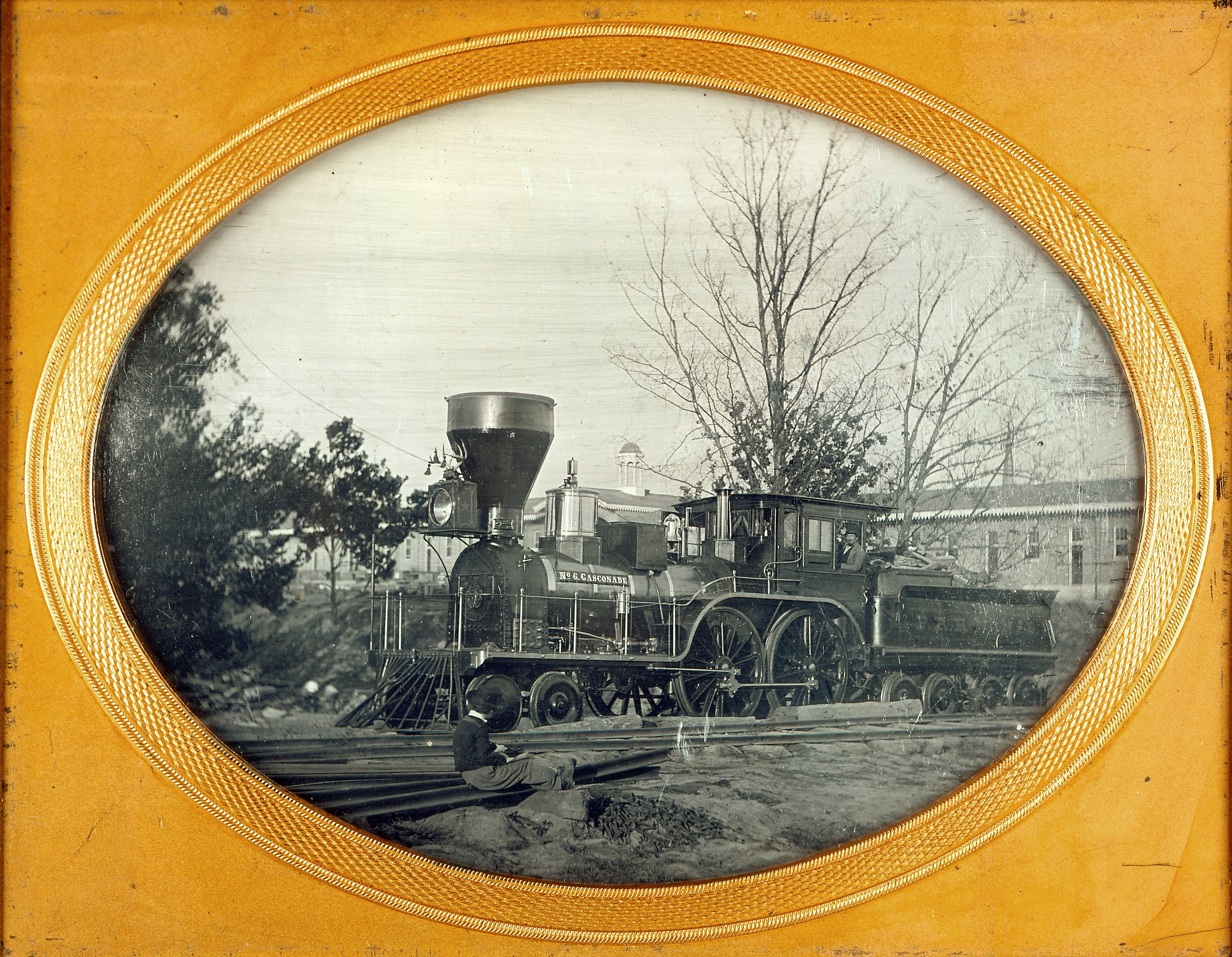
Locomotora de vapor norteamericana, hacia 1855. Thomas Easterly.